# 王荣祖
王荣祖（1196年？—1260年？），字敬先。蒙古帝国将领，契丹族，本姓耶律氏。都元帅王珣之子。
王荣祖性情沉厚，勇力过人。先祖为辽朝贵族，金世宗大定初年，躲避移剌窝斡起事，迁到辽西，改姓王，定籍贯义州开义县（今辽宁省义县南开州屯）人。1224年正月，王珣去世，王荣祖袭职都元帅，担任荣禄大夫、崇义军节度使、义州管内观察使，1226年，奉命攻打辽東葛不靄和蒲鲜万奴，攻克盖县、宣城、石城（今辽宁省辽阳市东）等，俘虏千余人。1229年，担任北京等路征行万户。1231年八月，因为高丽杀蒙古使者，参与进讨高丽，围王京开城，高丽国王高宗表示降蒙，王荣祖承制设官，分镇当地，后撤回国内。1233年二月，跟随贵由攻打蒲鲜万奴，九月，擒获蒲鲜万奴。又跟随按只台平定兴州赵祁，告诫诸将勿杀无辜。1236年，再征高丽，攻取十余城。1241年秋，逼迫高丽高宗派王綧到蒙古为质。1253年十二月、再随也古征高丽，攻克天龙、禾山诸城。以功受赐金币，荫其子王兴官千户。改镇平壤，募民屯守，获诸岛城垒。高丽高宗派世子王倎出降。中统元年（1260年），担任沿边招讨使、兼北京等路征行万户。还镇后去世。其子十三人：王通，官至興中府尹；王泰，权知義、錦、川等州总管；王興，征東千户；王遇，襄陽路管軍万户；王達，東京五处征行万户；王廷，镇国上将軍・中衛親軍都指揮使；王璲，江西湖東道提刑按察使。